# Cyaniris helena
Cyaniris helena är en fjärilsart som beskrevs av Otto Staudinger 1862. Cyaniris helena ingår i släktet Cyaniris och familjen juvelvingar. Inga underarter finns listade i Catalogue of Life.